# Sircilla
Sircilla (o Sirsilla) è una suddivisione dell'India, classificata come municipality, di 65.016 abitanti, situata nel distretto di Karimnagar, nello stato federato del Telangana. In base al numero di abitanti la città rientra nella classe II (da 50.000 a 99.999 persone).

## Geografia fisica
La città è situata a 18° 22' 60 N e 78° 49' 60 E e ha un'altitudine di 321 m s.l.m..

## Società

### Evoluzione demografica
Al censimento del 2001 la popolazione di Sircilla assommava a 65.016 persone, delle quali 32.476 maschi e 32.540 femmine. I bambini di età inferiore o uguale ai sei anni assommavano a 8.037, dei quali 4.106 maschi e 3.931 femmine. Infine, coloro che erano in grado di saper almeno leggere e scrivere erano 39.858, dei quali 23.418 maschi e 16.440 femmine.